# Pseudopaludicola ceratophryes
Pseudopaludicola ceratophryes é uma espécie de anfíbio  da família Leptodactylidae.
Pode ser encontrada nos seguintes países: Brasil, Colômbia e Peru.
Os seus habitats naturais são: florestas subtropicais ou tropicais húmidas de baixa altitude, pântanos subtropicais ou tropicais, marismas de água doce e marismas intermitentes de água doce.
Está ameaçada por perda de habitat.